# أوليف بوردن
أوليف بوردن (بالإنجليزية: Olive Borden) (و. 1906 – 1947 م) هي ممثلة، وممثلة مسرحية، وممثلة أفلام أمريكية، ولدت في ريتشموند، توفيت في لوس أنجلس، عن عمر يناهز 41 عاماً، بسبب ذات الرئة.

## وصلات خارجية
- أوليف بوردن على موقع IMDb (الإنجليزية)
- أوليف بوردن على موقع ألو سيني (الفرنسية)
- أوليف بوردن على موقع أول موفي (الإنجليزية)
- أوليف بوردن على موقع قاعدة بيانات الأفلام السويدية (السويدية)
- أوليف بوردن على موقع قاعدة بيانات الفيلم (الإنجليزية)
- أوليف بوردن على موقع كينوبويسك (الروسية)